# Вища вірність. Правда, брехня і лідерство. Спогади директора ФБР
«Вища вірність. Правда, брехня і лідерство. Спогади директора ФБР» — книга колишнього директора Федерального бюро розслідувань (ФБР) США Джеймса Комі. Опублікована у квітні 2018 року у видавництві Flatiron Books. Український переклад вийшов у видавництві «Лабораторія» у листопаді 2022 року.

## Про книгу
У своїй книзі колишній директор ФБР Джеймс Комі ділиться своїми ніколи раніше невідомими враженнями від деяких з ситуації з найвищими ставками в його кар'єрі за останні два десятиліття правління американського уряду, досліджуючи, як виглядає добре етичне лідерство та як воно спонукає до прийняття правильних рішень.
Пан Комі працював директором ФБР з 2013 по 2017 роки, призначений на цю посаду президентом Бараком Обамою. Раніше він працював прокурором США у Південному окрузі Нью-Йорка та заступником генерального прокурора США в адміністрації президента Джорджа Буша. Від судового переслідування мафії та Марти Стюарт до допомоги в зміні політики адміністрації Буша щодо тортур і електронного стеження, нагляду за розслідуванням електронної пошти Гілларі Клінтон, а також зв’язків між кампанією Трампа та Росією, Комі брав участь у деяких з найбільш серйозних справ політики новітньої історії.

## Переклади українською
Книга вийшла українською у видавництві «Лабораторія», перекладач — Назар Старовойт.